# Томас Ендрюс
Томас Ендрюс, молодший (англ. Thomas Andrews, junior; 7 лютого 1873 — 15 квітня 1912) — ірландський бізнесмен і суднобудівник, керуючий директор і голова проєктного відділення суднобудівної компанії Harland and Wolff, Белфаст, Північна Ірландія. Ендрюс був корабельним архітектором і відповідав за структуру лайнера «Титанік». Він був на борту «Титаніка» під час його першого рейсу, коли він зіткнувся з айсбергом 14 квітня 1912 року і був одним з 1517 людей, які загинули в катастрофі.

## Біографія

### Раннє життя

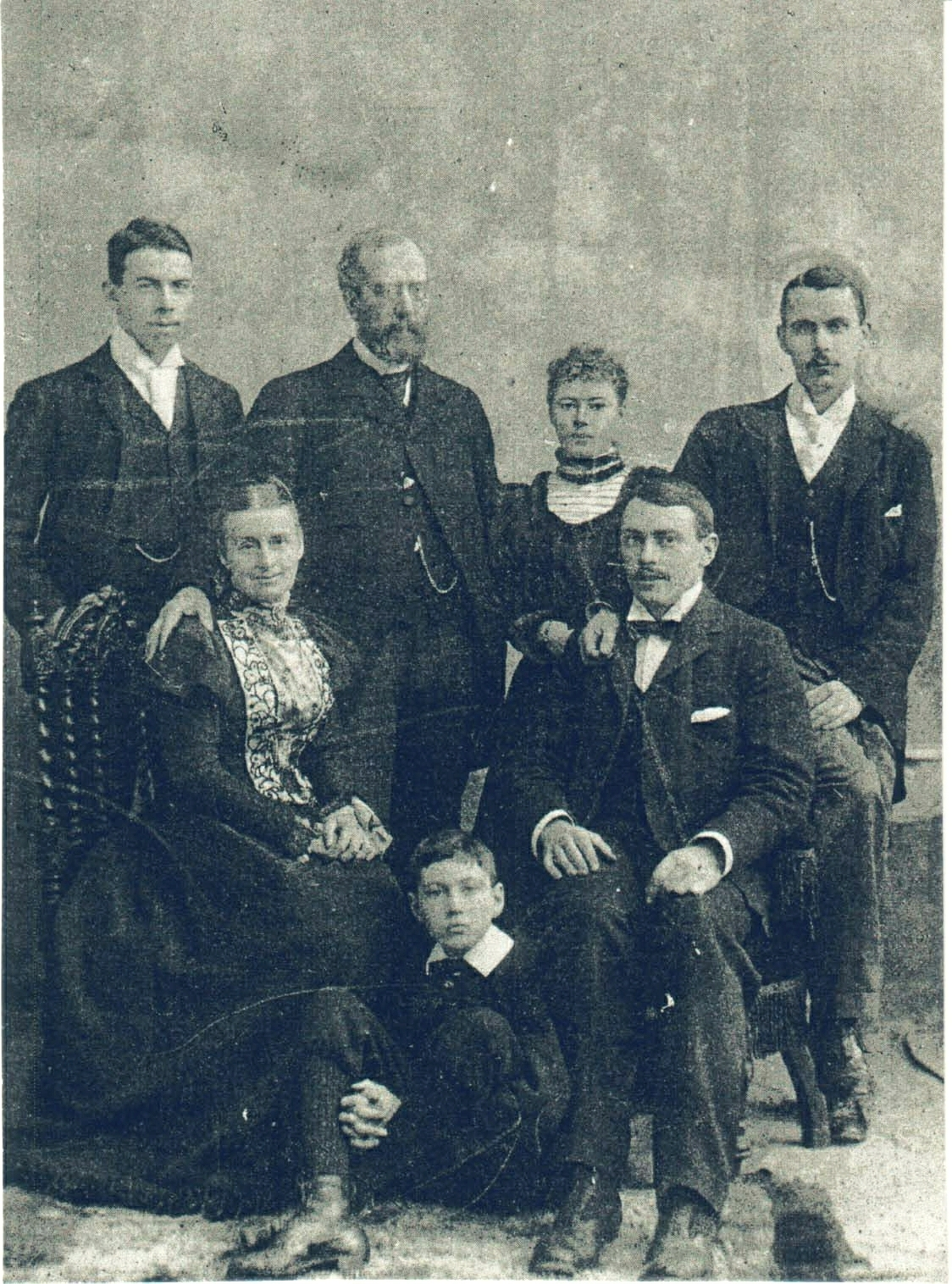
Томас (другий справа) з родиною, 9 травня 1895

Томас Ендрюс народився в містечку Комбер (графство Даун що в провінції Ольстер, Ірландія) у Томаса Ендрюса, члена Таємної Ради Ірландії, і Елізи Піррі. Крім Томаса-мололодшого в сім'ї була ще одна дитина — старший брат Томаса Джон Міллер Ендрюс, який в майбутньому став Прем'єр-міністром Північної Ірландії. У 1884 році він вступив у Королівський академічний інститут в Белфасті, де навчався до 1889 року, після чого у 16-річному віці почав навчання по премії суднобудівної компанії Harland and Wolff, де його дядько Вільям Піррі був одним із співвласників.

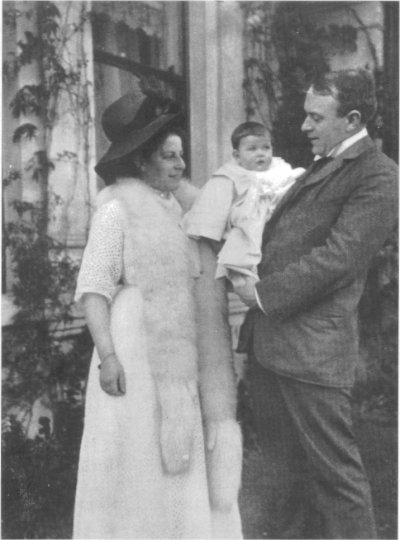
Ендрюс з дружиною, Гелен Барбур, і дочкою, Елізабет Лоу Барбер Ендрюс. 29 листопада 1910

### Harland and Wolff
У Harland and Wolff Томас чотири місяці працював столярем, а після цього на два місяці перейшов працювати на кораблі. Останні вісімнадцять місяців його п'ятирічної роботи як підмайстра Томас провів у конструкторському відділі. У 1901 році, після 12 років навчання, він став менеджером будівельних робіт у компанії, і в тому ж році був прийнятий до Ради морських архітекторів. У 1907 році Томас став виконавчим директором Harland and Wolff. За всі роки навчання і роботи Ендрюс став своїм як в компанії, так і серед робітників заводу.
24 червня 1908 року Ендрюс одружився з Гелен Рейллі Барбур, яка була дочкою Джона Догерті Барбура і сестрою північноірландського політика та баронета Мілна Барбура. Їхня дочка, Елізабет Лоу Барбер Ендрюс (відома в своєму колі як «ELBA»), народилася 27 листопада 1910 року. Подружжя жило на «Дуналлан», Вінсдор-Авеню 20, Белфаст. Відомо, що незадовго до народження дочки, Томас однієї ночі приводив Гелен показати їй «Титанік». Після смерті Томаса Гелен вийшла заміж за Генрі Пейрсона Гарланда (одного з співвласників Harland and Wolff) і померла 22 серпня 1966 року в Північній Ірландії.

### Титанік
У 1907 році Ендрюс, разом з дядьком Вільямом Піррі і Олександром Карлайлом, став конструктором нового суперлайнера «Олімпік», а в 1909 році — його брата-близнюка «Титаніка», на замовлення компанії «White Star Line». Томас Ендрюс очолив групу працівників Harland and Wolff під час першого рейсу «Титаніка» 10 квітня 1912 року до Нью-Йорка для спостереження за роботою бортових механізмів і визначення можливих удосконалень. 14 квітня о 23:40 «Титанік» зіткнувся з айсбергом з правого боку борту. У цей час Ендрюс був у своїй каюті, планував зміни, які хотів застосувати до корабля і ледве помітив зіткнення. Капітан Едвард Джон Сміт викликав Ендрюса щоб дослідити ушкодження. Після огляду судна Ендрюс встановив, що п'ять відсіків були затопленні, він знав що корабель може плисти з наповненими максимум чотирма відсіками. Він передав цю інформацію капітану Сміту, заявивши що з «математичною точністю» судно потоне і що залишилося близько години до його потоплення. Він також повідомив Сміту про гостру нестачу рятувальних шлюпок на борту корабля.
Під час евакуації Ендрюс ходив по каютах, радячи пасажирам надягати рятувальні жилети і підніматися на палубу. Усвідомлюючи про короткий час і нестачу шлюпок він закликав якомога більш повно заповнювати їх. Згідно зі свідченнями тих, що вижили, Томаса Ендрюса востаннє бачили, як він кидав у воду шезлонги з прогулянкової палуби, щоб пасажири, які опинилися у воді, могли використовувати їх як рятувальні плоти. Згідно інших свідчень, даними Джоном Стюартом, стюардом на борту судна, Ендрюса останній раз бачили в курильній кімнаті першого класу біля каміна, де він дивився на картину «Порт Плімут», яка зображає Плімутську затоку, яку «Титанік» повинен був відвідати, повертаючись назад. На телебаченні і в кіно часто помилково показують картину з Нью-йоркською затокою.
Ендрюс потонув разом з «Титаніком» і його тіло так і не було знайдено.
19 квітня 1912 року, його батько отримав телеграму від двоюрідного брата матері, який говорив з врятованими в Нью-Йорку, розпитуючи про Ендрюса. Телеграма була зачитана вголос Ендрюсом-старшим всім мешканцям їх будинку в Комбері:
|  | Поговорив з офіцерами „Титаніка“. Всі одностайні в тому, що Ендрюс прийняв героїчну смерть, думаючи тільки про безпеку інших. Розділіть зі всіма щире співчуття. |

## Спогади
Всі газетні статті про катастрофу згадували Томаса Ендрюса як героя. Одна із стюардес Мері Слоан, яку Ендрюс переконав сісти в шлюпку, пізніше написала про нього цілий лист: «Містер Ендрюс зустрів свою долю, як справжній герой, розуміючи велику небезпеку, і віддав своє життя, щоб врятувати жінок і дітей з „Титаніка“. Їм буде важко забути його.» У рідному місті Томаса Комбер, в січні 1914 року був відкритий Меморіальний Зал Томаса Ендрюса-мол. Цей меморіал став одним з найперших і найістотніших меморіалів у світі, які були присвячені лише одній жертві «Титаніка». Сьогодні меморіал використовується, як початкова школа пам'яті Ендрюса (Andrews Memorial Primary School).
У фільмі 1997 року «Титанік» режисера Джеймса Камерона Томаса Ендрюса зіграв Віктор Ґарбер.